# Grao (geografía)

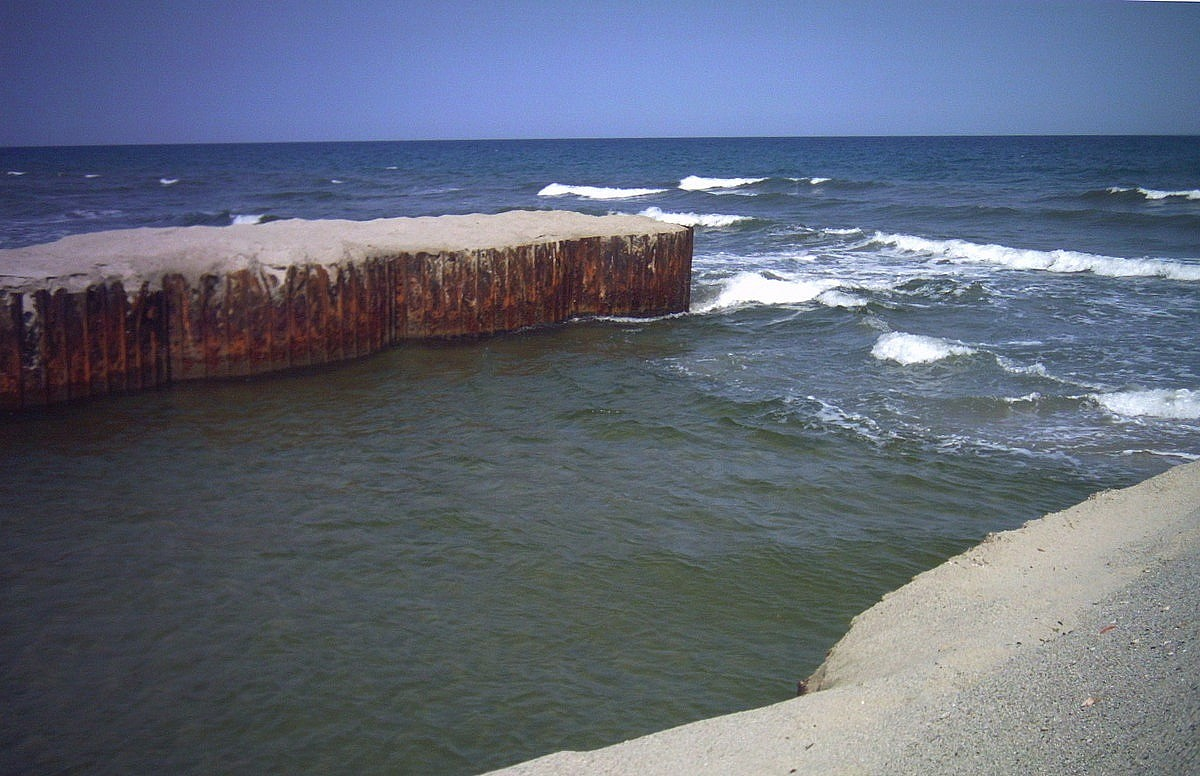
El grao del estanque de Urbino, en la costa oriental corsa.

Un grao (valenciano, «grau») es tanto un punto de la costa que sirve de embarcadero como la bocana de un puerto fluvial o un pequeño estrecho que comunica una albufera o río con el mar.
La voz grao, muy común en el litoral mediterráneo, se origina a partir del término en occitano grau que significa  «estuario» o «canal», derivado del latín gradus que significa «paso, estrecho» o del galorromance de origen galo grauus  que significa «gravera, ribera arenosa, playa».
En materia marítima, un grao es el espacio que sirve de comunicación entre las aguas del mar y las aguas continentales. Los graos se abren en los puntos más bajo del cordón litoral,  durante una crecida o una tormenta. Las aguas de los graos (medio dulces, medio saladas) son generalmente muy ricas en pesquerías.
A menudo los graos han dado origen a la construcción de barrios marítimos por el desdoblamiento portuario de un pueblo o de una ciudad, que suelen estar situados a una distancia de menos de 10 km. Este hecho, muy común en el golfo de Valencia, se explica por la franja litoral de marjales palúdicas que desde muy antiguo desaconsejaban el establecimiento de núcleos habitados a orillas del mar. Por eso, se construía un terraplén fino en la playa, donde se edificaba el grao. Podía coincidir con la desembocadura de un río: antiguamente, el Júcar, y en la actualidad el río Mijares en Almazora, el río Sonella en Burriana (Grao de Burriana), el Turia en Valencia (Grao de Valencia), y el Serpis en Gandía (Grao de Gandía). Otros graos, en zonas de marjal, están al norte de la provincia de Valencia: el Grau Vell de Sagunto, el Grao de Moncófar y el Grao de Castellón. Actualmente los graos de Almazora y de Moncófar han dejado de ser puertos, y los de Burriana y Sagunto han sido desafectados, construyéndose puertos modernos al norte del los antiguos graos.